# Walter O'Malley
Walter Francis O'Malley (New York, 9 ottobre 1903 – Rochester, 9 agosto 1979) è stato un dirigente sportivo statunitense, introdotto nella National Baseball Hall of Fame nel 2008.

## Biografia
O'Malley fu il proprietario dei Brooklyn/Los Angeles Dodgers della Major League Baseball dal 1950 al 1979. Nel 1958 portò la MLB nella West Coast, trasferendo i Dodgers da Brooklyn a Los Angeles malgrado fossero stati la seconda franchigia con maggiori profitti nel baseball nel periodo 1946–1956. Coordinò anche il trasferimento dei New York Giants a San Francisco in un'epoca in cui non vi erano squadra più a ovest di Kansas City, Missouri. Per tale motivo fu a lungo oggetto dell'odio dei tifosi dei Brooklyn Dodgers fans. Tuttavia, i suoi sostenitori lo descrissero come un visionario per lo stesso motivo, e molte fonti lo citano come uno dei dirigenti sportivi più influenti del ventesimo secolo. Altri osservatori lo ritengono non un visionario ma piuttosto qualcuno che si trovò al posto giusto nel momento giusto, considerandolo uno dei proprietari più influenti del baseball dopo il trasferimento.